# Тетюшский кремль
Тетюшский кремль — несохранившаяся деревянная крепость в Тетюшах (ныне Татарстан), основанная в 1571 году.

## Описание
Тетюшский кремль располагался на очень высоком и сильно вытянутом с севера на юг мысу у Большого оврага, ведущего к Волге. Она размещалась на северной округлой в плане оконечности мыса на месте древнего булгарско-татарского городища. В ней находилась соборная церковь, воеводский двор и казённые складские постройки. С южной незащищённой стороны кремль от остальной территории мыса отделяли две промоины, переходившие в ров. С этой же стороны к кремлю примыкал окольный город, обнесённый острожной стеной с башнями. С востока его защищали крутые склоны Большого оврага и берега Волги, а с юга — два овражка. Вместе с кремлём окольный город составлял Тетюшскую крепость в широком смысле. Согласно описи 1703 года кремль окружала острожная стена длиной 809,4 м с двумя проездными башнями. Через одни ворота выходили в окольный город, через другие — к Волге.

## История
Современные Тетюши были основаны в 1571 году на месте укреплённого булгарского городка Темтюзи, который и дал название новому городу. Здесь осуществялась охрана перевоза с правого берега Волги к городу Булгару — древней столице Волжской Булгарии. Русскую крепость на присоединённой Казанской земле построили воеводы Фёдор Троекуров и Борис Мезецкий. Тетюши были первой русской крепостью, основанной на Средней Волге ниже Казани после её взятия в 1552 году. Крепость имела важное значение, являясь опорной базой на русско-ногайской границе и военно-административным центром на территориях бывшего Казанского ханства.
В 1590-е годы была сооружена Тетюшская засека, протянувшаяся от Волги до Свияги. Позже весь участок от Тетюшей до Алатыря был назван Карлинской засекой. В 1598 году часть стен и башен Тетюшского кремля разобрали и сплавили в Астрахань, а позднее использовали для строительства Яицкого городка. Проплывавший в 1636 году мимо Тетюшей Адам Олеарий оставил описание города и его гравюру. В первой половине XVIII века Тетюши ещё сохраняли военное значение, но крепость начала приходить в негодность. Когда исчезли деревянные стены и башни кремля, неизвестно. В 1773—1777 на территории кремля был построен Троицкий собор.